# Hjalmar Jansson
Sven Johan Hjalmar Jansson, född 6 februari 1863 i Stockholm, död 21 juli 1928 i Visby, var en svensk historiker, lärare och präst.

## Biografi
Jansson studerade vid Uppsala universitet där han blev fil. kand. 1885 och både fil. lic. och fil. dr 1893. I sin doktorsavhandling undersökte han Sveriges anslutning 1727 till den Hannoverska alliansen med Storbritannien, Frankrike och Preussen. 1890–1891 studerade han även på Kungliga Sjökrigsskolan.
Jansson var vikarierande lektor i Örebro 1887–1889, i Uppsala 1889–1890, och undervisade på nuvarande Södra Latin i Stockholm 1894–1897.

### Visby
Från 1899 var Jansson lektor i historia, geografi och svenska vid Visby högre allmänna läroverk. Året därpå började han även undervisa vid Visby högre flickskola. Han var ledamot av skolrådet och tillsynsman vid Visby folkskola 1902–1907, ordförande i Visby föreläsningsanstalt 1902–1906 och satt i stadsfullmäktige från 1905. Jansson hade även prästerlig tjänst i Visby stift 1895–1913.

## Författarskap
Jansson skrev uppsatser i Nordisk familjebok samt i tidningar och tidskrifter.

## Familj
Hjalmar Jansson var son till fabrikören John Jansson och Lotten Fridholm. Han gifte sig 1902 med Hermanna Krokstedt (1879–1952), dotter till handlanden K.J. Krokstedt och Johanna Lindström. Han var far till författaren Dagmar Edqvist och illustratören Sven Hemmel. Makarna Jansson är begravda på Norra kyrkogården i Visby.